# Коста, Альберт
Альберт Коста Касальс (исп. Albert Costa Casals, [əlˈβɛɾ(t) ˈkɔstəj kəˈzals]; р. 25 июня 1975, Льейда, Каталония) — испанский теннисист и теннисный тренер. Победитель одного турнира Большого шлема в одиночном разряде (Открытый чемпионат Франции-2002) бронзовый призёр Олимпиады-2000 в мужском парном разряде; победитель 13 турниров ATP (из них 12 в одиночном разряде); обладатель Кубка Дэвиса (2000) и командного Кубка мира (1997) в составе сборной Испании; капитан сборной Испании в Кубке Дэвиса (2008-11).

## Общая биография
Коста каталонского происхождения. Начал играть в теннис в пять лет. Кумиром в детстве был Джон Макинрой.
Женат на Кристине Вентуре. Шафером на их свадьбы был другой испанский теннисист Алекс Корретха. В апреле 2001 года у Альберта и Кристины родились дочки-близнецы: Альма и Клаудия.

## Спортивная карьера

### Начало карьеры
В 1993 году без месяца 18-летний Альберт Коста вышел в финал Открытого чемпионата Франции среди юношей, а в декабре выиграл престижный юниорский турнир Orange Bowl. В том же году дебютировал на взрослом уровне соревнований ATP-тура, получив уайлд-кард на турнир в Барселоне. В июне ему удалось дойти до полуфинала «челленджера» в Кошице и четвертьфинала турнира ATP в Чили.
В 1994 году Коста достиг заметных успехов на грунтовых кортах. В январе он выиграл «челленджер» в Мар-дель-Плата (Аргентина). В апреле, начав с квалификации, Коста смог доиграть до полуфинала в рамках ATP-тура на турнире в Оэйраше, где в четвертьфинале обыграл в третьем круге пятую ракетку мира, своего соотечественника Серхи Бругеру (на отказе соперника). В мае через квалификацию он впервые отобрался на взрослый турнир серии Большого шлема — Ролан Гаррос, где в первом раунде сыграл против первой ракетки мира Пита Сампраса и проиграл все три сета. После этого он выиграл ещё один «челленджер» в Турине и впервые вошёл в сотню сильнейших теннисистов мира в рейтинге ATP. В августе Коста вышел в полуфинал турнира в Праге. Третьего полуфинала в основном туре он достиг в сентябре на турнире в Бухаресте и через неделю после этого вошёл в число 50 лучших теннисистов мира. По итогам сезона он был удостоен награды ATP в категории «Новичок года».
В марте 1995 года на турнире в Касабланке Коста пробился в свой первый финал в основном туре, а две недели спустя повторил это достижение в Оэйраше. В апреле в Ницце он доиграл до полуфинала. На главном грунтов турнире — Ролан Гаррос, Коста выиграл с четвёртой попытки первый матч в основной сетке Большого шлема и далее смог выиграть ещё три матча (в том числе у бывшей первой ракетки мира Джима Курье) и прошёл в четвертьфинал, в котором проиграл будущему чемпиону Томасу Мустеру в пяти сетах. В августе Коста на турнире в Кицбюэле завоевал свой дебютный титул в основном туре, взяв его, победив в финале в пяти сетах третью ракетку мира и мастера грунтовых кортов Томаса Мустера. После этих результатов он поднялся на самую высокую на тот момент позицию в рейтинге (21-е место). До конца сезона он ещё один раз (в октябре на турнире в Сантьяго) и завершил год в ранге 24-го в мире.

### 1996—1998 (первое попадание в топ-10, победа на Мастерсе)
В 1996 году Коста продолжил прогрессировать и в феврале смог выйти в первый и единственный в карьере одиночный финал на харде, сыграв его в феврале на турнире в Дубае, после чего поднялся в топ-20. В начале апреля состоялся дебют в составе сборной Испании в Кубке Дэвиса, где Коста смог выиграть оба свои матча против израильтян. В конце месяца он смог впервые сыграть в финале серии Мастерс. На турнире в Монте-Карло он победил, в том числе, Андре Агасси и Марсело Риоса, а в решающем матче проиграл Мустеру в пяти сетах. После этого он вернулся в двадцатку сильнейших теннисистов мира. В мае на другом Мастерсе в Риме доиграл до 1/2 финала, где вновь уступил Мустеру. На траве Уимблдонского турнира впервые смог выиграть матч, неожиданно переиграв в первом раунде № 6 в мире Майкла Чанга. В июле Коста выиграл первый титул в сезоне, став чемпионом турнира в Гштаде, где в полуфинале переиграл № 4 в мире Евгения Кафельникова. Он также принял участие в Олимпийских играх в Атланте, где проиграл на твёрдом покрытии во втором круге бразильцу Фернандо Мелигени, 93-му в мире. В августе бы выигран турнир в Сан-Марино, а в сентябре испанец добился третьего титула в сезоне на турнире в Борнмуте. Затем он провёл ещё два матча в Кубке Дэвиса и помог сборной выйти в Мировую группу. До конца сезона отметился одним выходом в полуфинал на турнире в Тель-Авиве. По итогам сезона Коста занял 13-е место.
В 1997 году Коста неплохо провёл стартовый отрезок на харде. Сначала он вышел в полуфинал турнира в Сиднее, а затем дошёл до четвертьфинала Открытого чемпионата Австралии, что стало его лучшим достижением на турнирах Большого шлема, которые игрались не на грунте. За выход в полуфинал он поборолся с Питом Сампрасом, однако проиграл в пяти сетах. В начале апреля неудачно сыграл за сборную в четвертьфинале, проиграв оба своих матча итальянцем. Зато после этого выиграл первый в карьере турнир серии ATP Championships. Произошло это событие в Барселоне, где в полуфинале он обыграл № 8 в мире Карлоса Мойю, а в финале победил другого каталонца, Альберта Портаса. После этой победы он впервые вошёл в топ-10 теннисного рейтинга. Через месяц он привёл Испанию к победе на неофициальном командном Кубке мира, выиграв все свои матчи на групповом этапе и в финале. В июле обыграв Евгения Кафельникова вышел в полуфинал на турнире в Штутгарте. В августе на Мастерсе в Цинциннати ему удалось также пройти в полуфинал и обыграть двух соотечественников из топ-10 (Алекса Корретху и Серхи Бругеру, но далее его остановил лидер рейтинга Пит Сампрас. Ещё одного полуфинала на харде он достиг на турнире в Бостоне. В сентябре он победил на турнире в Марбелье и сохранил место в двадцатке сильнейших.
В начале следующего сезона Коста выступал стабильно, но не проходил далее четвертьфинала. В мае 1998 года он поднялся на новую ступень в карьере, выиграв первый и единственный раз Мастерс в Гамбурге. По ходу турнира он победил двух соперников из первой десятки (Кароля Кучеру и Алекса Корретху). Сразу после этого на Мастерсе в Риме он дошёл до финала, но не вышел на матч против Марсело Риоса, а потом добрался до четвёртого круга на Открытом чемпионате Франции, где уже смог сыграть с Риосом, но проиграл ему в четырёх сетах. Летом Коста выиграл второй титул в сезоне, став чемпионом в Кицбюэле. В сентябре он сыграл в финале турнира в Борнмуте. В конца сезона он стал резервным участником Итогового турнира ATP, несмотря на 14-ю позицию в рейтинге, и заменил там выбывшего Риоса, но проиграл обе встречи на групповом этапе.

### 1999—2001 (бронза на Олимпиаде в парах и победа в Кубке Дэвиса)
Первый титул в сезоне 1999 года Коста выиграл а апреле с началом грунтового отрезка, взяв его в Оэйраше в финальном матче против Тодда Мартина. Следующий титул он взял в июле в Гштаде, где победил уже во второй раз. Это был его десятый выигранный турнир в основном туре. Третий победу в сезоне он одержал в Кицбюэле, где в полуфинале превзошёл № 4 в мире Евгения Кафельникова. На данном турнире он выиграл уже в третий раз. В осенней части сезона Коста отметился двумя полуфиналами: в Бухаресте и Палермо. В ноябре на Мастерсе в Париже обыграл третьего за сезон игрока из первой десятки рейтинга (Грега Руседски). Успехи на крупных турнирах были скромней, чем год назад, и он с трудом вернулся в первую двадцатку только в конце сезона.
В 2000 году Коста впервые за шесть лет не дошёл до финала ни в одном турнире и закономерно выбыл из списка 20 лучших теннисистов мира, но при этом сезон ознаменовался для него двумя важными успехами. В феврале он смог выйти в полуфинал турнира в Дубае, а в марте на соревновании в Скоттсдейле. Весной на европейском грунте он трижды выходил в четвертьфинал: на двух Мастерсах в Монте-Карло и Риме, а также во второй раз в карьере на Открытом чемпионате Франции, где он выиграл у двух игроков топ-10 (Томаса Энквиста и Ллейтона Хьюитта). В июле на турнире в Гштаде вышел в полуфинал.
В сентябре 2000 года на Олимпийском турнире в Сиднее в одиночном разряде выбыл в первом раунде, зато неожиданно в парах, где у него не было особых достижений, завоевал бронзовую медаль. Он выступил на Олимпиаде в команде с Алексом Корретхой и испанцы обыграли пары из Аргентины, Чехии и Белоруссии прошли в полуфинал, где уступили фаворитам той Олимпиады Тодду Вудбриджу и Марку Вудфорду. В матче за третье место они обыграли пару из ЮАР Дэвид Адамс и Джон-Лаффни де Ягер — 2-6, 6-4, 6-3. В ноябре на Мастерсе в Париже во втором раунде удалось выиграть у № 10 в мире Тима Хенмена и в целом выйти в 1/4 финала. В 2000 году Коста регулярно играл за сборную в Кубке Дэвиса. Он помог в первом раунде обыграть Италию, выиграв один матч из двух. В апреле обыграл Евгения Кафельникова в матче со сборной России, а в июле поучаствовал в разгроме американцев в полуфинале. В декабре он сыграл в стартовом матче финала с Австралией, где в пяти сетах проиграл Ллейтону Хьюитту, однако его партнёры выиграли затем три матча подряд и Испания смогла впервые в истории выиграть Кубок Дэвиса.
2001 год, в целом, оказался для Косты неудачным. Он дважды оказывался за пределами 50 лучших теннисистов мира, первый раз вернувшись в топ-50 после выхода в полуфинал Мастерса в Гамбурге, а затем после выхода в финал в Кицбюэле. На Открытом чемпионате США он впервые в карьере вышел в четвёртый круг. 

### 2002—2006 (победа на Ролан Гаррос и завершение теннисной карьеры)
Сезон 2002 года стал самым успешным в карьере испанского теннисиста. На Открытом чемпионате Австралии он вышел в четвёртый раунд. Весной в грунтовой части сезона он отметился четвертьфиналами на Мастерсах в Монте-Карло и Риме, а также выходом в финал в Барселоне. Главного успеха в карьере Коста смог добиться на Открытом чемпионате Франции. В четвёртом раунде он в трёх сетах переиграл действующего чемпиона и седьмого в мире Густаво Куэртена, бравшего титул на Ролан Гаррос трижды. Он был единственным игроком из первой десятки с кем Коста встретился на пути к победе. Далее он переиграл сильных «грунтовиков» Гильермо Каньяса, Алекса Корретху и в финале Хуана Карлоса Ферреро, завоевав свой единственный в карьере титул Большого шлема. Триумф в Париже позволил Косте с 22-го места рейтинга подняться на 8-ю строчку.
| Стадия  | Соперник (посев)         | Рейтинг | Счёт                   | Время матча |
| 1 раунд | Ришар Гаске (WC)         | 294     | 3-6 6-0 6-4 6-3        | 2 ч 21 мин  |
| 2 раунд | Николай Давыденко        | 79      | 7-5 7-6(4) 6-2         | 2 ч 32 мин  |
| 3 раунд | Андреа Гауденци          | 69      | 7-6(2) 6-1 7-5         | 2 ч 48 мин  |
| 4 раунд | Густаво Куэртен (7)      | 7       | 6-4 7-5 6-4            | 2 ч 20 мин  |
| 1/4     | Гильермо Каньяс (15)     | 17      | 7-5 3-6 6-7(3) 6-4 6-0 | 3 ч 54 мин  |
| 1/2     | Алекс Корретха (18)      | 20      | 6-3 6-4 3-6 6-3        | 3 ч 10 мин  |
| Финал   | Хуан Карлос Ферреро (11) | 11      | 6-1 6-0 4-6 6-3        | 2 ч 30 мин  |

В дальнейшем оказалось, что главный успех в карьере Косты стал последним титулом в его карьере в одиночном разряде. Финал в Амерсфорте стал последним финалом турнира АТР в карьере Косты в одиночном разряде. В июле после выхода в финал турнира в Амерсфорте занял высшую в карьере шестую строчку в мировом рейтинге. Это позволило ему второй раз в карьере принять участие в Итоговом турнире АТР, где он опять не сумел выбраться из группы (победил Марата Сафина, но проиграл Ллейтону Хьюитту и Карлосу Мойе). По итогам сезона он занял девятое место в рейтинге.
В марте 2003 года Коста неожиданно хорошо сыграл на крупном хардовом турнире. Ему удалось дойти до полуфинала Мастерса в Майами на твёрдом покрытии, где он, в частности, победил Роджера Федерера, четвёртого в мире на тот момент. В начале июня он дошёл до полуфинала Открытого чемпионата Франции, но повторить прошлогодний успех ему не удалось, и он уступил сопернику по прошлогоднему финалу Хуану Карлосу Ферреро. В последние годы карьеры он стал больше выступать в парах, в том числе и в составе сборной, с которой дошёл в 2003 году до полуфинала Кубка Дэвиса, где они с Корретхой при счёте 2-0 в пользу испанцев проиграли аргентинской паре, после чего аргентинцы выиграли и две оставшихся игры в одиночном разряде.
В 2004 году регресс в результатах продолжился и к концу сезона Коста покинул топ-50. Отдельным всплеском стало выступление в мае на Мастерсе в Риме, где о дошёл до полуфинала, а во втором раунде обыграл Роджера Федерера (единственная в карьере победа над теннисистом в статусе первой ракетки мира). Это был его последний значительный успех на крупном турнире в одиночном разряде.
В 2005 году Коста завоевал единственный в карьере титул в парном разряде, выиграв с 18-летним Рафаэлем Надалем турнир в Дохе. Также на этом турнире он доиграл до полуфинала в одиночном разряде. После этого, также с Надалем, он добился лучшего в карьере результата в парном разряде на турнирах Большого шлема, дойдя до третьего круга Открытого чемпионата Австралии. В апреле Коста смог сыграть в полуфинале на турнире в Валенсии. Свой последний матч в ранге профессионала Коста провёл в апреле 2006 года в третьем круге турнира в Барселоне, где его победил Ферреро. 21 апреля он официально заявил об уходе из большого спорта из-за травм и потери интереса.

### Тренерская карьера
В конце 2008 года Коста принял пост капитана сборной Испании в Кубке Дэвиса у Эмилио Санчеса и в 2009 году привёл её ко второму титулу подряд. С 2009 года работает спортивным директором турнира «Barcelona Open Banc Sabadell» В 2011 году в качестве капитана он привёл Испанию к ещё одной победе в Кубке Дэвиса, а затем его на должности сменил друг Косты Алекс Корретха.  Он также являлся тренером испанского теннисиста Фелисиано Лопеса.

## Рейтинг на конец года
| Год  | Одиночный рейтинг | Парный рейтинг |
| 2006 | 623               | 973            |
| 2005 | 116               | 133            |
| 2004 | 56                | 253            |
| 2003 | 25                | 104            |
| 2002 | 9                 | 279            |
| 2001 | 40                | 268            |
| 2000 | 26                | 1085           |
| 1999 | 18                | 1251           |
| 1998 | 14                | 1306           |
| 1997 | 19                | 712            |
| 1996 | 13                | 477            |
| 1995 | 24                | 733            |
| 1994 | 52                | 1157           |
| 1993 | 221               | 778            |
| 1992 | 747               | 772            |

## Выступления на турнирах

### Финалы турниров Большого шлема в одиночном разряде (1)

#### Победа (1)
| №  | Год  | Турнир                     | Соперник            | Счёт            |
| 1. | 2002 | Открытый чемпионат Франции | Хуан Карлос Ферреро | 6-1 6-0 4-6 6-3 |

### Финалы турнировATPв одиночном разряде (21)

#### Победы (12)
| Титулы                            |
| --------------------------------- |
| Турниры Большого шлема (1)*       |
| Итоговый турнир ATP (0)           |
| Серия Мастерс (1)                 |
| ATP International series Gold (2) |
| ATP International series (8+1)    |

| Титулы по покрытиям | Титулы по месту проведения матчей турнира |
| ------------------- | ----------------------------------------- |
| Хард (0+1)*         | Зал (0)                                   |
| Грунт (12)          | Зал (0)                                   |
| Трава (0)           | Открытый воздух (12+1)                    |
| Ковёр (0)           | Открытый воздух (12+1)                    |

* количество побед в одиночном разряде + количество побед в парном разряде.
| №   | Дата             | Турнир                     | Покрытие | Соперник в финале   | Счёт                   |
| 1.  | 6 августа 1995   | Кицбюэль, Австрия          | Грунт    | Томас Мустер        | 4-6 6-4 7-6(3) 2-6 6-4 |
| 2.  | 14 июля 1996     | Гштад, Швейцария           | Грунт    | Феликс Мантилья     | 4-6 7-6(2) 6-1 6-0     |
| 3.  | 11 августа 1996  | Сан-Марино                 | Грунт    | Феликс Мантилья     | 7-6(7) 6-3             |
| 4.  | 15 сентября 1996 | Борнмут, Великобритания    | Грунт    | Марк-Кевин Гёлльнер | 6-7(4) 6-2 6-2         |
| 5.  | 20 апреля 1997   | Барселона, Испания         | Грунт    | Альберт Портас      | 7-5 6-4 6-4            |
| 6.  | 14 сентября 1997 | Марбелья, Испания          | Грунт    | Альберто Берасатеги | 6-3 6-2                |
| 7.  | 10 мая 1998      | Гамбург, Германия          | Грунт    | Алекс Корретха      | 6-2 6-0 1-0 отказ      |
| 8.  | 1 августа 1998   | Кицбюэль, Австрия (2)      | Грунт    | Андреа Гауденци     | 6-2 1-6 6-2 3-6 6-1    |
| 9.  | 11 апреля 1999   | Оэйраш, Португалия         | Грунт    | Тодд Мартин         | 7-6(4) 2-6 6-3         |
| 10. | 11 июля 1999     | Гштад, Швейцария (2)       | Грунт    | Николас Лапентти    | 7-6(4) 6-3 6-4         |
| 11. | 1 августа 1999   | Кицбюэль, Австрия (3)      | Грунт    | Фернандо Висенте    | 7-5 6-2 6-7(5) 7-6(4)  |
| 12. | 9 июня 2002      | Открытый чемпионат Франции | Грунт    | Хуан Карлос Ферреро | 6-1 6-0 4-6 6-3        |

#### Поражения (9)
| №  | Дата             | Турнир                                    | Покрытие | Соперник в финале | Счёт                |
| 1. | 26 марта 1995    | Касабланка, Марокко                       | Грунт    | Гильберт Шаллер   | 4-6 2-6             |
| 2. | 9 апреля 1995    | Оэйраш, Португалия                        | Грунт    | Томас Мустер      | 4-6 2-6             |
| 3. | 18 февраля 1996  | Дубай, ОАЭ                                | Хард     | Горан Иванишевич  | 4-6 3-6             |
| 4. | 28 апреля 1996   | Монте-Карло, Монако                       | Грунт    | Томас Мустер      | 3-6 7-5 6-4 3-6 2-6 |
| 5. | 17 мая 1998      | Рим, Италия                               | Грунт    | Марсело Риос      | Без игры            |
| 6. | 20 сентября 1998 | Борнмут, Великобритания                   | Грунт    | Феликс Мантилья   | 3-6 5-7             |
| 7. | 29 июля 2001     | Кицбюэль, Австрия                         | Грунт    | Николас Лапентти  | 6-1 4-6 5-7 5-7     |
| 8. | 22 апр 2002      | Барселона, Испания                        | Грунт    | Гастон Гаудио     | 4-6 0-6 2-6         |
| 9. | 15 июл 2002      | Открытый чемпионат Нидерландов, Амерсфорт | Грунт    | Хуан-Игнасио Чела | 1-6 6-7(4)          |

### Финалы турнировATPв парном разряде (1)

#### Победа (1)
| №  | Дата          | Турнир      | Покрытие | Партнёр        | Соперники в финале        | Счёт        |
| 1. | 8 января 2005 | Доха, Катар | Хард     | Рафаэль Надаль | Андрей Павел Михаил Южный | 6-3 4-6 6-3 |

### Финалы командных турниров (3)

#### Победы (2)
| №  | Год  | Турнир               | Команда                                                  | Соперник в финале                                    | Счёт |
| 1. | 1997 | Командный Кубок мира | Испания · Т. Карбонелл, А. Коста, Ф. Мантилья, Ф. Роиг   | Австралия · Т. Вудбридж, М. Вудфорд, М. Филиппуссис  | 3-0  |
| 2. | 2000 | Кубок Дэвиса         | Испания Х. Балселлс, А. Корретха, А. Коста, Х.К. Ферреро | Австралия М. Вудфорд, П. Рафтер, С. Столл, Л. Хьюитт | 3-1  |

#### Поражение (1)
| №  | Год  | Турнир       | Команда                    | Соперник в финале                                         | Счёт |
| 1. | 2003 | Кубок Дэвиса | Испания Не играл в финале. | Австралия Л. Хьюитт,М. Филлиппуссис,У. Артурс,Т. Вудбридж | 1-3  |

## История выступлений на турнирах
| Турнир                       | 1994          | 1995          | 1996  | 1997          | 1998          | 1999          | 2000  | 2001          | 2002          | 2003          | 2004  | 2005  | Итог   | В/П за карьеру |
| ---------------------------- | ------------- | ------------- | ----- | ------------- | ------------- | ------------- | ----- | ------------- | ------------- | ------------- | ----- | ----- | ------ | -------------- |
| Турниры Большого шлема       |               |               |       |               |               |               |       |               |               |               |       |       |        |                |
| Открытый чемпионат Австралии | -             | -             | 2Р    | 1/4           | 2Р            | 1Р            | 1Р    | -             | 4Р            | 3Р            | 3Р    | 1Р    | 0 / 9  | 13-9           |
| Открытый чемпионат Франции   | 1Р            | 1/4           | 2Р    | 3Р            | 4Р            | 3Р            | 1/4   | 1Р            | П             | 1/2           | 3Р    | 1Р    | 1 / 12 | 30-11          |
| Уимблдон                     | 1Р            | -             | 2Р    | -             | 2Р            | 1Р            | -     | -             | -             | -             | 1Р    | -     | 0 / 5  | 2-5            |
| Открытый чемпионат США       | 1Р            | -             | 1Р    | 1Р            | 1Р            | 1Р            | 2Р    | 4Р            | 2Р            | 2Р            | 1Р    | 1Р    | 0 / 11 | 6-11           |
| Итог                         | 0 / 3         | 0 / 1         | 0 / 4 | 0 / 3         | 0 / 4         | 0 / 4         | 0 / 3 | 0 / 2         | 1 / 3         | 0 / 3         | 0 / 4 | 0 / 3 | 0 / 37 |                |
| В/П в сезоне                 | 0-3           | 4-1           | 3-4   | 6-3           | 5-4           | 2-4           | 5-3   | 3-2           | 11-2          | 8-3           | 4-4   | 0-3   |        | 51-36          |
| Итоговые турниры             |               |               |       |               |               |               |       |               |               |               |       |       |        |                |
| Итоговый турнир ATP          | -             | -             | -     | -             | Группа        | -             | -     | -             | Группа        | -             | -     | -     | 0 / 2  | 1-4            |
| Олимпийские игры             |               |               |       |               |               |               |       |               |               |               |       |       |        |                |
| Олимпиада                    | Не проводился | Не проводился | 2Р    | Не проводился | Не проводился | Не проводился | 1Р    | Не проводился | Не проводился | Не проводился | -     | НП    | 0 / 2  | 1-2            |
| Турниры Мастерс              |               |               |       |               |               |               |       |               |               |               |       |       |        |                |
| Индиан-Уэлс                  | -             | 1Р            | 3Р    | 1Р            | 2Р            | 1Р            | 3Р    | 1Р            | 2Р            | 2Р            | 3Р    | -     | 0 / 10 | 8-10           |
| Майами                       | -             | -             | 3Р    | 3Р            | 4Р            | 4Р            | 2Р    | 2Р            | 2Р            | 1/2           | 2Р    | -     | 0 / 9  | 11-9           |
| Монте-Карло                  | 2Р            | 1Р            | Ф     | 3Р            | 3Р            | 1/4           | 1/4   | 3Р            | 1/4           | 2Р            | 1Р    | 2Р    | 0 / 12 | 22-12          |
| Гамбург                      | -             | 2Р            | 2Р    | 1/4           | П             | 2Р            | 1Р    | 1/2           | 2Р            | 2Р            | 3Р    | 2Р    | 1 / 11 | 19-10          |
| Рим                          | 2Р            | 1Р            | 1/2   | 3Р            | Ф             | 1Р            | 1/4   | 1Р            | 1/4           | 3Р            | 1/2   | 2Р    | 0 / 12 | 25-11          |
| Монреаль/Торонто             | -             | -             | -     | -             | 3Р            | -             | -     | 3Р            | 1Р            | -             | -     | -     | 0 / 3  | 4-3            |
| Цинциннати                   | -             | -             | -     | 1/2           | 2Р            | 2Р            | 1Р    | 1Р            | 2Р            | 1Р            | -     | -     | 0 / 7  | 7-7            |
| Штутгарт/Мадрид              | -             | -             | 2Р    | -             | 2Р            | 2Р            | 2Р    | 2Р            | -             | 2Р            | 2Р    | 1Р    | 0 / 8  | 5-8            |
| Париж                        | -             | -             | 2Р    | -             | 2Р            | 3Р            | 1/4   | 3Р            | 2Р            | 2Р            | -     | -     | 0 / 7  | 8-7            |
| Статистика за карьеру        |               |               |       |               |               |               |       |               |               |               |       |       |        |                |
| Проведено финалов            | 0             | 3             | 5     | 2             | 4             | 3             | 0     | 1             | 3             | 0             | 0     | 0     |        | 21             |
| Выиграно турниров АТП        | 0             | 1             | 3     | 2             | 2             | 3             | 0     | 0             | 1             | 0             | 0     | 0     |        | 12             |
| В/П: всего                   | 15-18         | 33-22         | 52-29 | 44-22         | 47-25         | 40-22         | 32-26 | 26-22         | 35-22         | 24-20         | 20-24 | 13-17 |        | 385-273        |
| Σ % побед                    | 45 %          | 60 %          | 64 %  | 67 %          | 65 %          | 65 %          | 55 %  | 54 %          | 61 %          | 55 %          | 45 %  | 43 %  |        | 59 %           |

К — проигрыш в квалификационном турнире.